# Трегье
Трегье́ (фр. Tréguier, брет. Landreger) — коммуна во Франции, находится в регионе Бретань. Департамент — Кот-д’Армор. Главный город кантона Трегье. Округ коммуны — Ланьон.  Расположена в 50 км к северо-западу от Сен-Бриё и в 113 км к северо-востоку от Бреста, в 29 км от национальной автомагистрали N12, в месте слияния рек Жоди и Генди. Историческая столица провинции Трегор.
Население (2019) — 2 416 человек.

## История
Возникновение поселения связано со Святым Тудвалом, первым епископом Трегье с 542 года, одним из Семи святых основателей Бретани. Тудвал был сыном короля Арморики Хоэля Великого и Святой Помпеи; он родился в Британии и вместе с матерью приехал в Арморику. Трегье является частью Тро-Брейз, паломнического похода по местам захоронений всех семи святых основателей. От первой деревянной церкви Святого Тудвала не осталось следов; предполагается, что она располагалась примерно в том же месте, что и нынешняя церковь и была посвящена Святому Андрею.
В 848 году король Бретани Номиноэ наделил епископа Трегье землями, и город оставался резиденцией епископа до 1790 года. Вскоре после этого начались нашествия норманнов; Трегье будет разрушен и оставлен населением. На его территории росли бурьян и плющ до 970 года, когда некто Грациан начал строить здесь новый собор, на этот раз посвященный Святому Тудвалу.
Еще один священнослужитель является причиной славы города: Иво Бретонский, или Иво из Кермартена, более известный как Святой Иво, покровитель адвокатов, родился около 1253 года в Минии-Трегье и был известным защитником бедняков. Святой Иво умер в Трегье и был похоронен в соборе Святого Тудвала. Около 1505 года королева Франции Анна Бретонская совершила паломничество к могиле Святого Иво.
Во время Религиозных войн Трегье поддержал Генриха IV, и в период с 1589 по 1592 год несколько раз разорялся войсками Лиги. 
Между XV и XVIII веками Трегье был важным религиозным центром с большим числом церквей и часовен, большинство из которых не сохранились до наших дней; в 1625 году открылся монастырь урсулинок, в 1667 году — монастырь сестер Христовых, в 1782 году — монастырь паулинок. В экономическом и коммерческом плане город развивался слабо из-за подавляющего влияния духовенства на его жизнь; это дало Ренану основание говорить о Трегье как об «огромном монастыре».
В 1789 году население Трегье в основном поддержало идеи Революции, но местные священники принимали активное участие в контрреволюционной деятельности, в том числе в восстании шуанов. Зимой 1794 года батальон волонтеров разрушил большую часть религиозных объектов; кафедральный собор был превращен в конюшню и полностью разграблен. После Революции, потеряв статус резиденции епископа, Третье постепенно деградирует. К 1789 году в нем проживало больше людей, чем в Сен-Бриё, сейчас он в двенадцать раз меньше.

## Достопримечательности
- Кафедральный собор Святого Тудвала XIV-XV веков, пример готической архитектуры
- Церковь Святого Михаила
- Дом-музей Эрнеста Ренана
- Исторический центр города, составляющий треть общей площади коммуны, имеет статус охраняемой зоны, согласно Градостроительному кодексу Франции, включает множество средневековых зданий, в том числе фахверковых домов

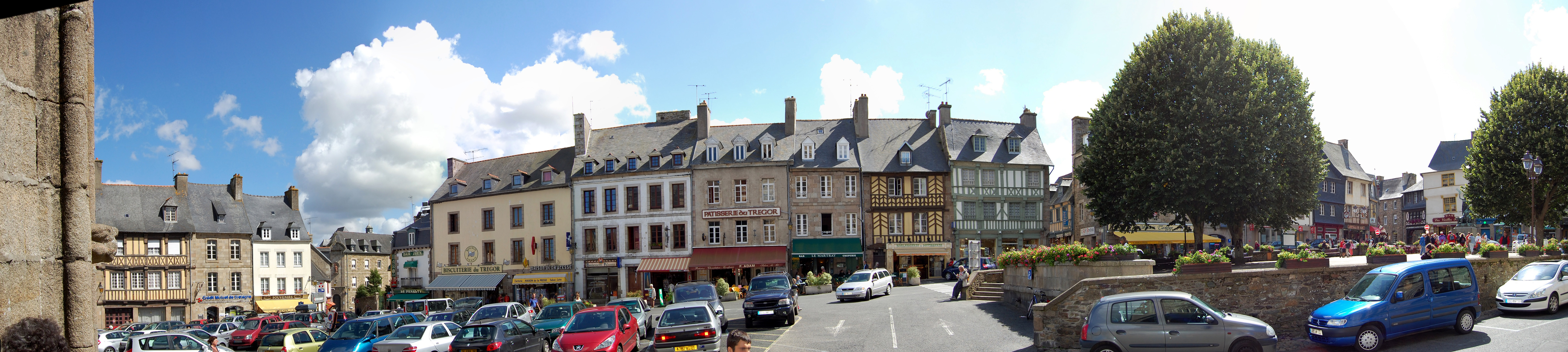
Панорама Трегье

## Экономика
Структура занятости населения:
- сельское хозяйство — 1,4 %
- промышленность — 6,0 %
- строительство — 1,7 %
- торговля, транспорт и сфера услуг — 26,5 %
- государственные и муниципальные службы — 64,4 %

Уровень безработицы (2018) — 19,0 % (Франция в целом —  13,4 %, департамент Кот-д’Армор — 11,5 %). 

Среднегодовой доход на 1 человека, евро (2018) — 18 920 (Франция в целом — 21 730, департамент Кот-д’Армор — 21 230).

## Демография
Динамика численности населения, чел.

## Администрация
Пост мэра Трегье с 2014 года занимает член партии Союз демократов и независимых Гирек Аран (Guirec Arhant). На муниципальных выборах 2020 года возглавляемый им список победил в 1-м туре, получив 78,09 % голосов.
| Период | Период | Фамилия            | Партия                        | Примечания                    |
| ------ | ------ | ------------------ | ----------------------------- | ----------------------------- |
| 1983   | 1989   | Роже Ле Гюлюш      | Социалистическая партия       | директор школы                |
| 1989   | 1995   | Клод Николь        | Разные правые                 | страховой агент               |
| 1995   | 2001   | Бернар Коан        | Социалистическая партия       | мененджер                     |
| 2001   | 2008   | Патрик Туларастель | Союз за народное движение     | руководитель предприятия      |
| 2008   | 2014   | Мишель Сойе        | Социалистическая партия       | преподаватель математики      |
| 2014   |        | Гирек Аран         | Союз демократов и независимых | профессор истории и географии |

## Знаменитые уроженцы
- Жозеф Эрнест Ренан (1823-1892), писатель, историк и филолог

## Города-побратимы
Мондоньедо, Испания

## Галерея

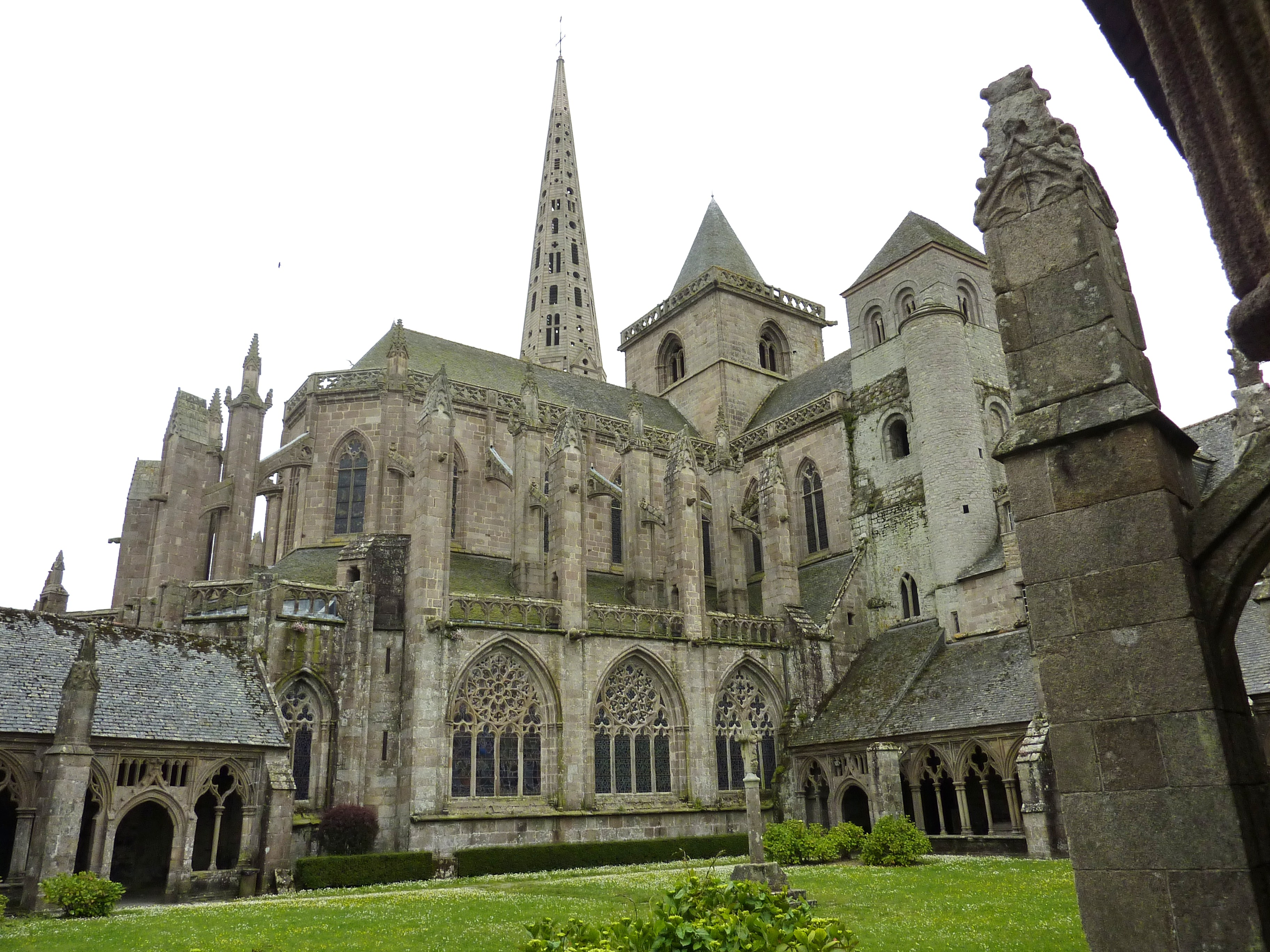
Собор Святого Тудвала
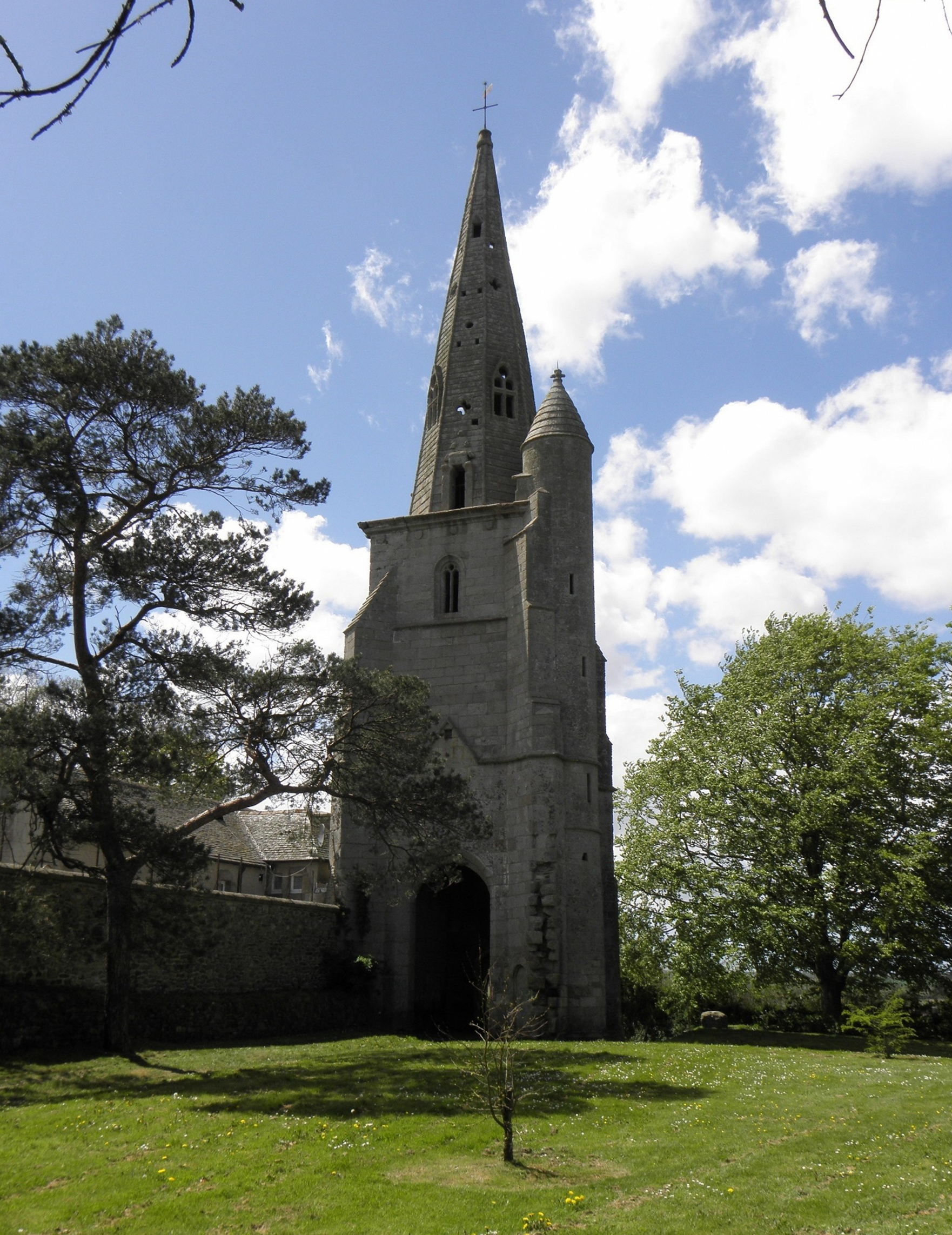
Церковь Святого Михаила
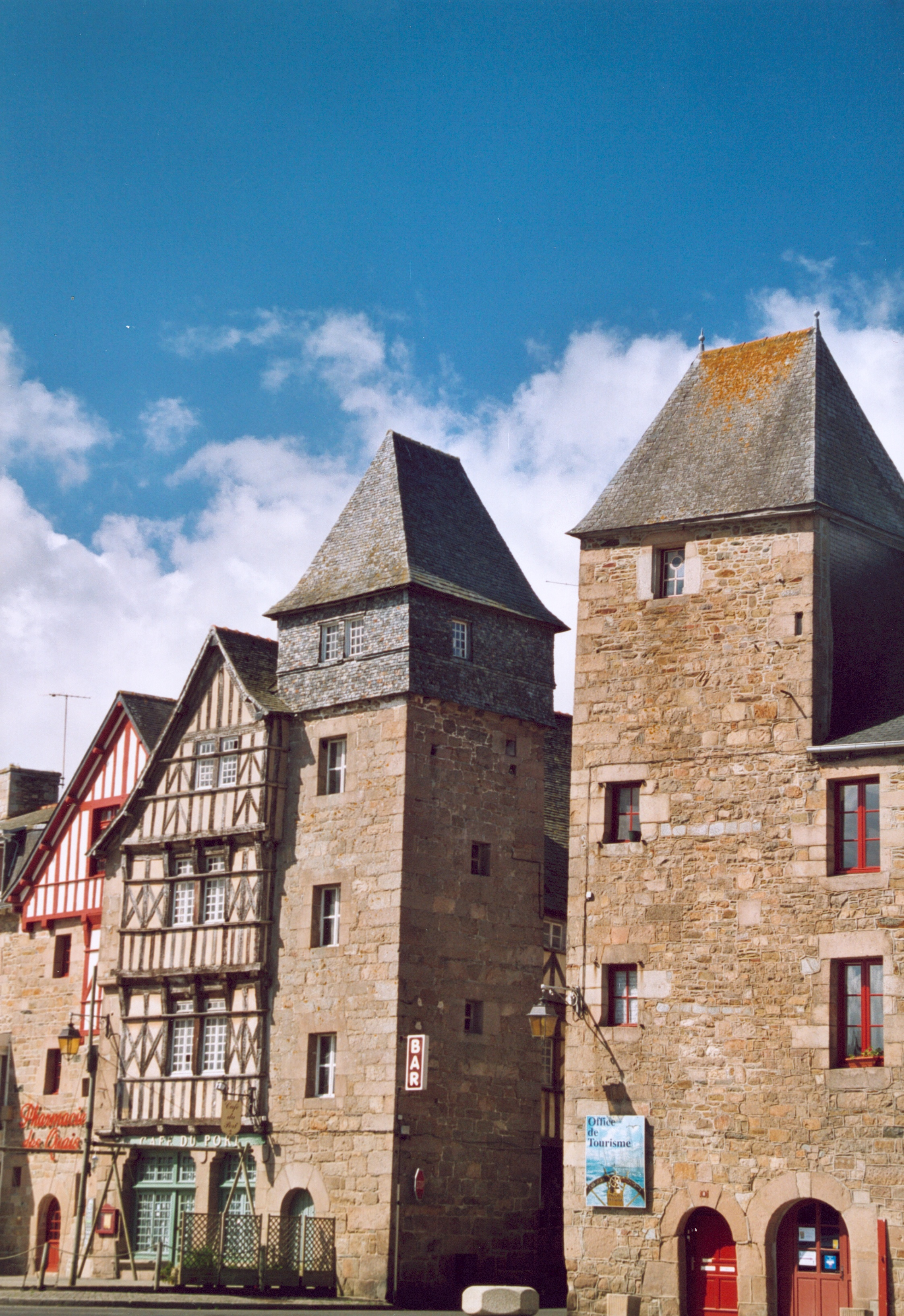
Средневековые дома в центре города
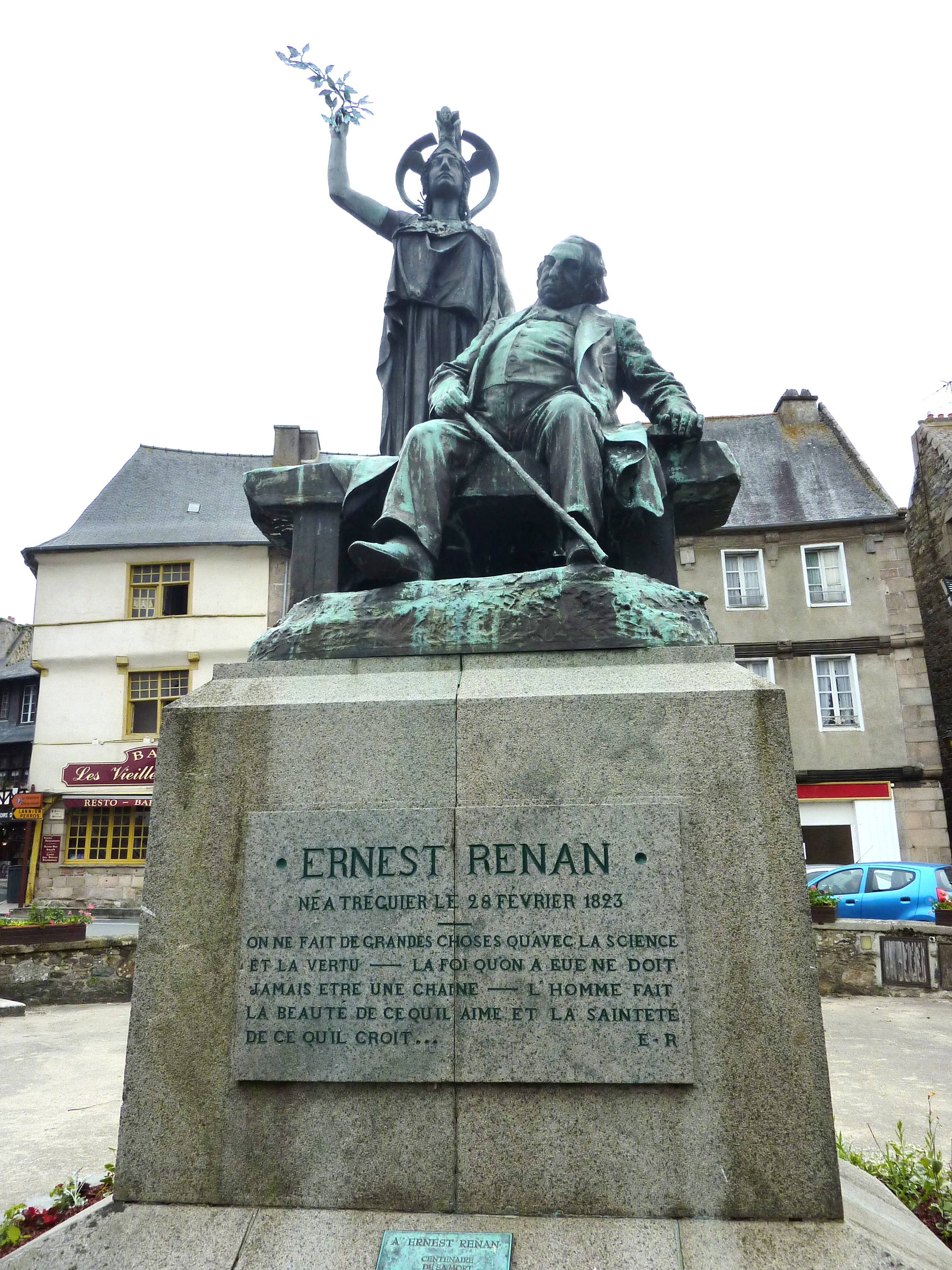
Памятник Эрнесту Ренану
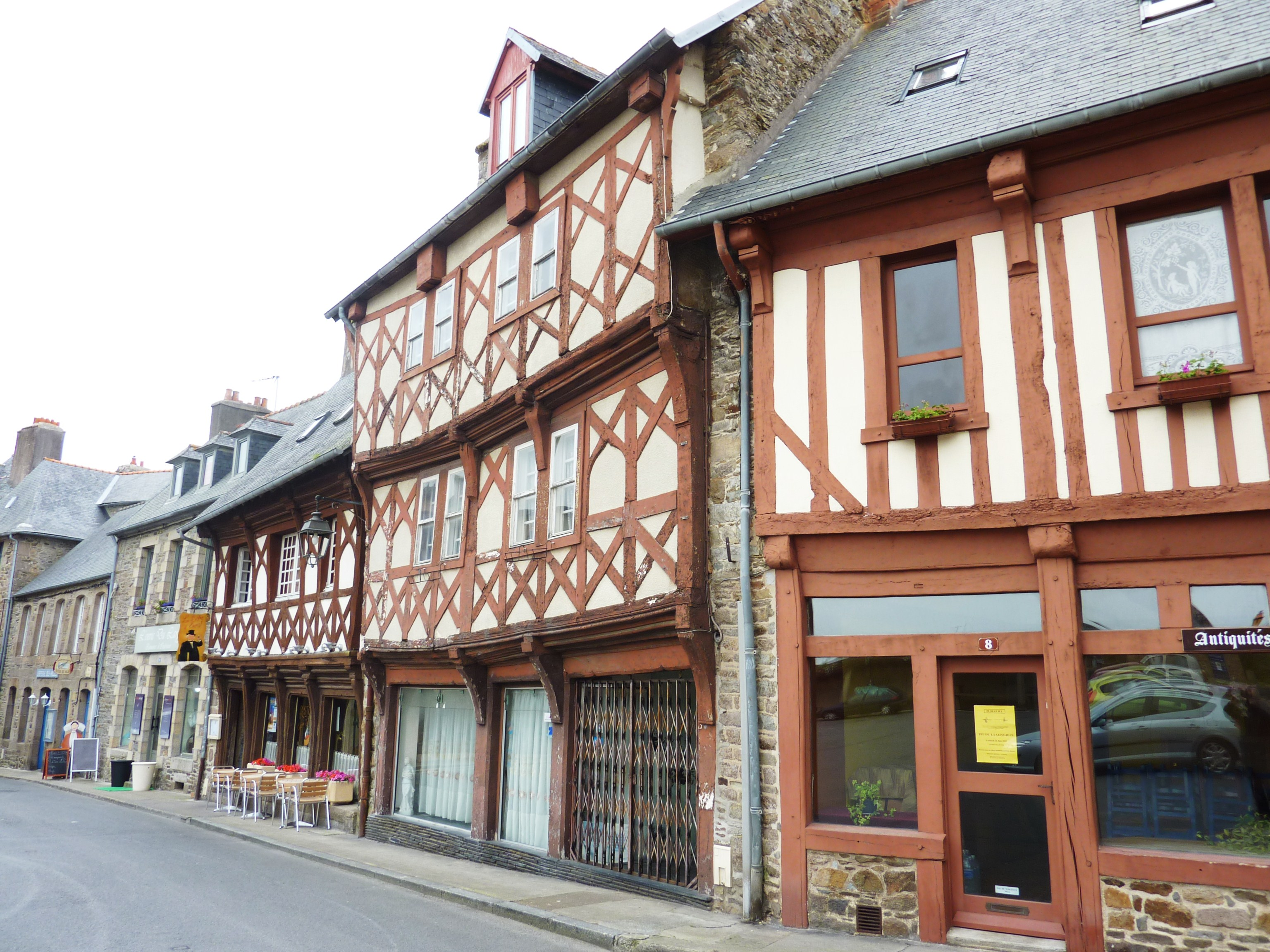
Фахверковые дома